# Client
Client (często stylizowany jako CLIEͶT) – grupa muzyczna grająca muzykę z gatunku electroclash. Założona przez Client A (Kate Holmes) i Client B (Sarah Blackwood), powstała z przekształcenia się z innej grupy muzycznej – Technique.
Pierwszym menadżerem i promotorem grupy był członek Depeche Mode, Andrew Fletcher (Client F). Grupa jako jedyna ma kontrakt z założoną przez niego wytwórnią płytową Toast Hawaii. W 2005 trzecim członkiem grupy została Emily Mann (Client E), by odejść w 2007 roku. 19 grudnia 2010 pojawiła się oficjalna informacja, że z grupy (duetu) odeszła również Sarah Blackwood.
22 sierpnia 2011 Kate Holmes ogłosiła, że do składu koncertowego Client dołączyła Xan Tyler, przejmując wokal prowadzący po Sarze Blackwood.
Client wystąpili w Polsce trzykrotnie: 4 grudnia 2004 w szczecińskim klubie City Hall (koncert zamykający wspólną trasę z IAMX), 1 października 2005 w warszawskiej Fabryce Trzciny oraz 6 października 2009 w warszawskim Hard Rock Cafe.

## Skład grupy
- Kate Holmes – Client A (2002 – nadal)
- Sarah Blackwood – Client B (2002-2010)
- Emily Mann – Client E (2005-2007)

## Wytwórnie muzyczne
Wytwórnie płytowe, z którymi grupa Client związana była w 2012 roku
- Loser Friendly Records – Wielka Brytania (wytwórnia Kate Holmes)
- Out of Line – Europa
- SubSpace Communications – Skandynawia
- Metropolis Records – Ameryka Północna
- noiselab – Ameryka Środkowa i Południowa

Wytwórnie płytowe, z którymi grupa Client była związana kiedyś:
- Toast Hawaii (2002-2006)
- Mute Records

## Dyskografia

### Albumy
studyjne
- Client (18 marca 2003 CD[4]; 7 lipca 2003 na iTunes[5])
- City (27 września 2004 CD[4]; 6 września 2004 na iTunes[5])
- Heartland (30 kwietnia 2007 CD[4]; 23 marca 2007 na iTunes[5])
- Command (6 marca 2009 CD[4]; 12 czerwca 2009 na iTunes[5])
- Authority (premiera zaplanowana na 2013/2014)[6]

kompilacyjne
- Going Down (2004, 2 maja 2005 na iTunes[5]) – remix album
- Metropolis (20 kwietnia 2006[4]; 2 maja 2005 na iTunes[5])
- Client Megamix (2006) – remix album
- Untitled Remix (11 kwietnia 2008 CD[4]) – remix album

koncertowe
- The Rotherham Sessions (1 lutego 2006 CD[4]) – wczesne wersje demo albumu Heartland[4]
- Live at Club Koko (16 lutego 2006 CD[4])
- Live in Porto (10 listopada 2006 CD, nakład limitowany[4])
- Live in Hamburg (2009)

### Single
z albumu Client
- „(white label promo)” (2002)
- „Price of Love” (7 lipca 2003 CD[4])
- „Rock and Roll Machine” (4 sierpnia 2003 CD[4])
- „Here and Now” (8 grudnia 2003 CD[4])

z albumu City
- „In It for the Money” (21 czerwca 2004 CD[4])
- „Radio” (20 września 2004 CD[4]; 6 września 2004 na iTunes[5])
- „Pornography” (10 stycznia 2005 CD[4])
- „Don't Call Me Baby” (16 maja 2005 na iTunes[5])

z albumu Heartland
- „Zerox Machine” (15 stycznia 2006 CD[4])
- „Lights Go Out” (1 grudnia 2006 CD[4])
- „Drive”
  - Drive 1 (15 stycznia 2007 CD[4];  23 lutego 2007 na iTunes[5])
  - Drive 2 (23 lutego 2007 CD[4]; 23 lutego 2007 w 2 wersjach na iTunes[5])

z albumu Command
- „It's Not Over” (5 października 2007 CD[4]; 5 października 2007 na iTunes[5])
- „It's Not Over - DJ Edition” (5 października 2007 na iTunes[5])
- „Can You Feel” (20 lutego 2009 na iTunes[5])
- „Make Me Believe in You” (28 września 2009 na iTunes)[5]

z albumu Authority
- „You Can Dance” (2013)[6]